# D-Sides
A D-Sides a Gorillaz együttes 2007-ben megjelent válogatásalbuma.

## Számok
CD 01
1. "68 State" 4:48
2. "People" 3:27
3. "Hongkongaton" 3:33
4. "We Are Happy Landfill" 3:39
5. "Hong Kong" 7:15
6. "Highway (Under Construction)" 4:20
7. "Rockit" 3:33
8. "Bill Murray" 3:52
9. "The Swagga" 4:57
10. "Murdoc Is God" 2:26
11. "Spitting Out The Demons" 5:10
12. "Don't Get Lost In Heaven (Original Demo Version)" 2:29
13. "Stop The Dams" 5:38

CD 02
1. "Dare (DFA Remix)" 12:14
2. "Feel Good Inc (Stanton Warriors Remix)" 7:24
3. "Kids With Guns (Jamie T's Turns To Monsters Mix)" 4:22
4. "Dare (Soulwax Remix)" 5:42
5. "Kids With Guns (Hot Chip Remix)" 7:09
6. "El Manana (Metronomy Remix)" 5:44
7. "Dare (Junior Sanchez Remix)" 5:26
8. "Dirty Harry (Schtung Chinese New Year Remix)" 3:53
9. "Kids With Guns (Quiet Village Remix)" 10:08